# Kuroneko to majo no kyōshitsu
Kuroneko to majo no kyōshitsu (黒猫と魔女の教室?) è un manga scritto e disegnato da Yōsuke Kaneda, serializzato sul sito Magazine Pocket della casa editrice Kōdansha da marzo 2022.

## Personaggi
Spica Virgo (スピカ・ヴァルゴ?, Supika Varugo)
Protagonista della serie.
Aria Aquarius (アリア・アクエリアス?, Aria Akueriasu)
Amica d'infanzia e compagna di classe di Spica.
Io Taurus (イオ・トーラス?, Io Tōrasu)
Compagna di classe di Spica.
Astraea Libra (アストレア・ライブラ?, Asutorea Raibura)
Figlio del vice preside e compagno di classe di Spica.
Castor Gemini (カストル・ジェミニ?, Kasutoru Jemini) - Pollux Gemini (ポルックス・ジェミニ?, Porukkusu Jemini)
Sono gemelli e condividono lo stesso corpo. Sono compagni di classe di Spica.
Claude Sirius (クロード・シリウス?, Kurōdo Shiriusu)
Maestro di Spica ed insegnante all'Accademia di Diana.
Justice Libra (ジャスティス・ライブラ?, Jasutisu Raibura)
Vice preside dell'Accademia.
Jeanne (ジャンヌ・オリオン?, Jannu Orion)
Preside dell'Accademia e maestra di Claude.

## Pubblicazione
Kuroneko to majo no kyōshitsu, scritto e illustrato da Yōsuke Kaneda, è un manga serializzato su Magazine Pocket di Kōdansha dal 16 marzo 2022.

### Volumi
| 1  | 8 luglio 2022    | ISBN 978-4-06-528426-1 |
| 1  | Capitoli - 1-4   |                        |
| 2  | 9 settembre 2022 | ISBN 978-4-06-529087-3 |
| 2  | Capitoli - 5-12  |                        |
| 3  | 9 dicembre 2022  | ISBN 978-4-06-529951-7 |
| 3  | Capitoli - 13-20 |                        |
| 4  | 9 marzo 2023     | ISBN 978-4-06-530917-9 |
| 4  | Capitoli - 21-22 |                        |
| 5  | 7 luglio 2023    | ISBN 978-4-06-532168-3 |
| 5  | Capitoli - 28-35 |                        |
| 6  | 9 novembre 2023  | ISBN 978-4-06-533155-2 |
| 6  | Capitoli - 36-43 |                        |
| 7  | 8 marzo 2024     | ISBN 978-4-06-534859-8 |
| 7  | Capitoli - 44-51 |                        |
| 8  | 9 luglio 2024    | ISBN 978-4-06-536116-0 |
| 8  | Capitoli - 52-59 |                        |
| 9  | 8 novembre 2024  | ISBN 978-4-06-537038-4 |
| 9  | Capitoli - 60-67 |                        |
| 10 | 7 febbraio 2025  | ISBN 978-4-06-538401-5 |
| 10 | Capitoli - 68-75 |                        |
| 11 | 9 Maggio 2025    | ISBN 978-4-06-539352-9 |
| 11 | Capitoli - 76-83 |                        |